# زیردریایی ال-۴ (اتحاد جماهیر شوروی)
زیردریایی ال-۴ (اتحاد جماهیر شوروی) (به انگلیسی: Soviet submarine L-4) یک زیردریایی بود که طول آن ۸۱ متر (۲۶۵ فوت ۹ اینچ) بود. این زیردریایی در سال ۱۹۳۱ ساخته شد.